# Ведмежа (фільм)
«Ведмежа» (рос. «Медвежонок») — радянський художній фільм 1981 року, знятий режисером В'ячеславом Прокопенком на студії «Київнаукфільм».

## Сюжет
За мотивами однойменної повісті С. Сергєєва-Ценського. У будинку полковника царської армії Алпатова з'являється ведмежа Міш-Міш і стає улюбленцем сім'ї.

## У ролях
- Ада Роговцева — дружина Алпатова
- Сергій Філімонов — Алпатов
- Валерій Мінаєв — Мишко
- Костянтин Перфілов — роль другого плану
- Таміла Дударєва — роль другого плану
- Віктор Плотников — роль другого плану
- Раїса Пироженко — роль другого плану
- Олег Комаров — Цимбалістов
- Юрій Крітенко — артист
- Борис Лук'янов — епізод
- Володимир Васьковцев — епізод
- Микола Козленко — епізод
- В. Кот — епізод
- Костянтин Лінартович — епізод

## Знімальна група
- Сценарій і постановка: В'ячеслав Прокопенко
- Оператор-постановник: Ігор Недужко
- Художник-постановник: Сергій Старов
- Звукооператор: Віктор Щиголь
- Режисери монтажу: Лідія Мокроусова, В. Бровкіна, Т. Сагізла
- Художник-гример: Л. Кириченко
- У фільмі використано музику Клода Дебюссі
- Редактор: Володимир Кузьмук
- Директор картини: Валентин Петров